# Metasada
Metasada es un género de lepidópteros perteneciente a la familia Noctuidae. Es originario de Asia y Australia.

## Especies
- Metasada acontianalis Rothschild, 1915
- Metasada polycesta Turner, 1902